# Do 54
| Do 54                         | Do 54                                            |
| ----------------------------- | ------------------------------------------------ |
| Do 54 am Alexanderplatz, 1964 |                                                  |
| Nummerierung:                 | 900–984                                          |
| Anzahl:                       | 85                                               |
| Hersteller:                   | Waggonbau Bautzen                                |
| Baujahre:                     | Muster und Nullserie: 1954–1956 Serie: 1956/1957 |
| Ausmusterung:                 | 1968–1974                                        |
| Motortyp:                     | 4-Takt-Dieselmotor EM 6                          |
| Leistung:                     | 88 kW (120 PS)                                   |
| Hubraum:                      | 9.036 cm²                                        |
| Kupplung:                     | Einscheiben-Trockenkupplung                      |
| Getriebe:                     | 5-Gang-Wechselgetriebe                           |
| Bremsen:                      | 2-Kreis-Druckluft                                |
| Federung:                     | Blattfederung                                    |
| E-Anlage:                     | 24 V                                             |
| Länge:                        | Baumuster: 9.805 mm Serie: 9.905 mm              |
| Breite:                       | 2.500 mm                                         |
| Höhe:                         | 4.050 mm                                         |
| Sitzplätze:                   | 52, oben: 28, unten: 24                          |
| Stehplätze:                   | 18                                               |
| Leermasse:                    | 10,37 t                                          |
| Nutzmasse:                    | 04,55 t                                          |

Unter der Typenbezeichnung Do 54 führten die Berliner Verkehrsbetriebe im Ostteil der Stadt eine Serie von 85 Doppeldeckerbussen, die zwischen 1954 und 1974 im Einsatz waren.

## Entwurf und Bau

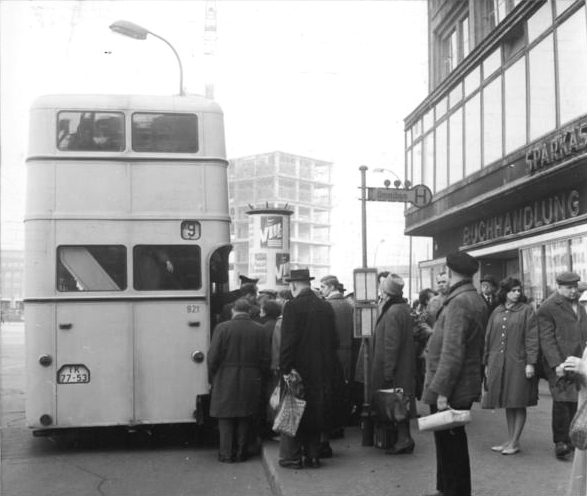
Do 54 am Alexanderplatz, noch mit offenem Einstieg, 1963

Nach dem Zweiten Weltkrieg konnte die BVG zunächst nur auf den Vorkriegsfuhrpark zurückgreifen. Da diese Wagen jedoch größtenteils aus den 1920er und 1930er Jahren stammten, war ein Ersatz des überalterten Fuhrparks notwendig. In Eigenregie entwarf die BVG-Ost 1953/1954 die Zeichnungen für ein Baumuster (Fahrzeugrahmen und Aufbau). Nachdem der Fahrzeugrahmen nach diesen Zeichnungen beim VEB Waggonbau Bautzen angefertigt und nach Berlin transportiert wurde, erfolgte im damaligen Omnibus- und Lastkraftwagen-Werk (OLW) in Berlin-Treptow (ehemalige Hauptwerkstatt Omnibus) die Ausstattung des Rahmens mit Achsen, Motor, Getriebe und Lenkung zu einem fahrfähigen Fahrgestell. Nach Erprobung dieses Fahrgestells fand der Zusammenbau mit dem ebenfalls in Treptow gebauten Aufbau statt. Ab Februar 1954 fanden die messtechnischen Untersuchungen sowie andere Tests des Baumusters statt. Im Mai 1954 wurde die polizeiliche Zulassung erteilt und der als Wagen 900 bezeichnete Doppeldecker auf den Buslinien und in der Werkstatt auf seine Einsatzfähigkeit hin untersucht. Nach erfolgter Erprobung wurde 1955 eine Nullserie von fünf Wagen (901–905) in der gleichen Weise wie das Baumuster (Rahmen in Bautzen, Aufbau in Berlin-Treptow) gebaut und ab Januar 1956 im Linienverkehr eingesetzt. Ein Bus dieser Nullserie diente als Muster für die Serienfertigung beim VEB Waggonbau Bautzen. Die 79 Serienfahrzeuge (Wagen 906–984) wurden dann dort in zwei Baulosen 1956 und 1957 gefertigt.
Die Wagen nutzen den Antrieb und andere Bauteile des Lkw-Modells IFA H6. Das Skelett des Aufbaus war wie bei den Vorgängermodellen aus Holz gefertigt und mit Blech verkleidet. Erst die 1957–1959 hergestellte Weiterentwicklung Do 56 erhielt einen Stahlaufbau. Während der Fahrgastraum im Unterdeck einen Mittelgang aufwies, gab es, bedingt durch die große Höhe des Fahrgestells und damit des Fußbodens im Unterdeck sowie der hinten quer zur Fahrtrichtung eingebauten Treppe im Oberdeck einen („versenkten“) Seitengang auf der linken Seite. Über dem rechts davon vorhandenen Fahrgastraum mit Vierer-Sitzbänken gab es keine Stehhöhe. Der Innenraum der Do 54 war mit dunkelbraunen Melacart-Platten verkleidet, die Polster der Sitzbänke waren mit grünem Kunstleder bezogen. Der Fahrerraum war durch eine mit zwei Fenstern versehene Wand vom Fahrgastraum getrennt, er hatte auf jeder Wagenseite eine vorn angeschlagene Zugangstür. Die zunächst offenen Hintereinstiege wurden aufgrund von Sicherheitsbestimmungen wegen der Einsparung des Schaffners durch die Einführung des Einmannbetriebs (OS-System = ohne Schaffner) in den Jahren 1963/64 mit vierflügeligen Falttüren geschlossen. Die vordere Fahrgasttür war eine druckluftbetätigte Taschenschiebetür und diente bis zur Einführung des OS-Betriebs nur als Ausstieg. Für die Fahrgastabfertigung beim OS-Betrieb wurden dabei auch eine optisch/akustische Warnanlage (rote Leuchten und Klingeln an den Türen) und Zahlboxen installiert. Der schwere Vorhang als Wärmesperre zwischen der Plattform und dem Innenraum im Unterdeck wurde beim Umbau entfernt. 1969 wurden einige Doppeldeckbusse mit einer hydraulischen Lenkhilfe ausgestattet.
Die drei Wagen 901, 902 und 977 wurden mit Fahrschuleinrichtungen ausgerüstet, die u. a. durch Einbau eines weiteren Kupplungs- und Bremspedals auf dem Beifahrerplatz erfolgte. Im Laufe der Betriebszeit wurden die Do-54-Busse drei- bis viermal einer Hauptuntersuchung (nach 200.000 km Fahrleistung) unterzogen, bei der Aufbau und Fahrgestell zur Durchsicht, Reinigung und Reparatur getrennt wurden. Die inzwischen als BVB bezeichneten Berliner Verkehrsbetriebe führten 1970 ein EDV-System ein, deswegen wurde den Wagennummern die Baureihennummer 440 vorangestellt.
1968 bis 1974 wurden die Wagen dieses Typs ausgemustert. 14 Do 54 wurden Anfang 1971 wegen dortigen Wagenmangels zum VEB Verkehrskombinat Neubrandenburg abgegeben und dort im Stadtverkehr bis 1972 (zehn Wagen) bzw. 1973 (vier Wagen) eingesetzt. Nach Entnahme einiger Bauteile zur Ersatzteilgewinnung wurde ein Großteil der Fahrzeuge von Privatpersonen erworben und als Werkstätten oder Gartenlauben weitergenutzt. Der Denkmalpflege-Verein Nahverkehr Berlin (DVNB) erwarb 1989 den ebenfalls als Laube genutzten Wagen 929 und arbeitete ihn wieder auf. Im Oktober 2005 erfolgte die Zulassung des als „Hugo“ bezeichneten Wagens, so dass er nun für gelegentliche Sonderfahrten zur Verfügung steht.